# 2019年CBS与维亚康姆合并案
2019年CBS公司與維亞康姆合併案（英語：2019 Merger of CBS Corporation and Viacom）於2019年8月13日正式宣佈，並於同年12月4日完成。該合併案由CBS公司與維亞康姆合併為一家名為維亞康姆CBS的新公司，而原本的兩家公司皆是由初代維亞康姆集團於2006年1月所分拆組建而成。合併前的兩家公司及合併後的新公司都歸全國娛樂公司所有。

## 合併背景
初代維亞康姆成立於1952年，它原本是CBS電視網旗下的電視聯賣部門；1971年，它被分拆成為單獨的公司。1999年，維亞康姆收購了其前母公司，並將其改名為CBS公司（原名西屋電氣）。2006年1月，初代維亞康姆分拆為兩家公司，即CBS公司和二代維亞康姆。

## 資產變更
- CBS電視工作室：更名為CBS工作室群（英语：CBS Studios）
  - CBS電視發行：更名為CBS媒體項目（英语：CBS Media Ventures）（2021年）
    - 特利卡通（英语：Terrytoons）：院線片庫通過雜燴影業（英语：Republic Pictures）轉移給派拉蒙影業
    - 斯佩林電視（英语：Spelling Television）：電視片庫與共和影業（英语：Republic Pictures）重新整合